# کورویت (آیووا)
کورویت (به انگلیسی: Corwith) شهری در ایالت آیووا کشور ایالات متحده آمریکا است که جمعیت آن در سرشماری سال ۲۰۱۰ میلادی، ۳۰۹ نفر بوده‌است.